# Billiri
Billiri (ou Biliri) é uma área de governo local de  Gombe, Nigéria. Sua sede está na cidade de Billiri no nordeste da área na rodovia A345 9° 51′ 53″ N, 11° 13′ 31″ L.
Possui uma área de 737 km ² e uma população de 202,680 no censo de 2006.
O código postal da área é 771.